# Robert Patrick

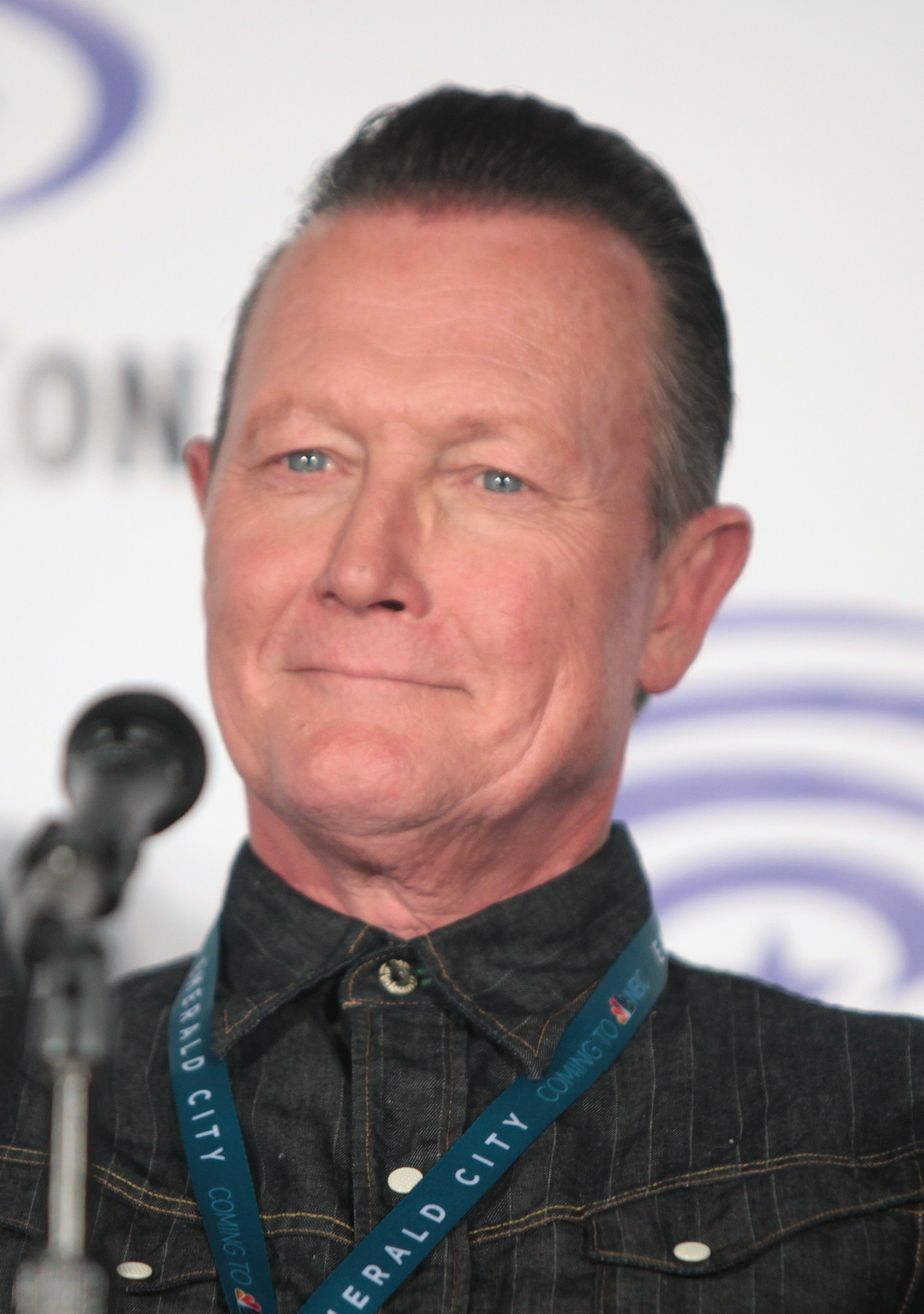
Robert Patrick (2016)

Robert Hammond Patrick, Jr. (* 5. November 1958 in Marietta, Georgia) ist ein US-amerikanischer Schauspieler und Produzent. Er wurde vor allem in der Rolle des T-1000 in Terminator 2 – Tag der Abrechnung bekannt.

## Karriere
Seine Karriere in etwa 90 Film- und Fernsehproduktionen begann er unter der Regie von Roger Corman. In dessen Film Warlords from Hell (1987) spielte er einen Biker, der zu einer Gang gehört. Nach Equalizer 2000 folgten Filme wie Jungle Force und Future Hunters, in denen er Hauptrollen spielte. Nach weiteren Independent-Produktionen wie Killer Instinct, der Fortsetzung zu Jungle Force, bei der er auch seine spätere Ehefrau Barbara Hooper kennenlernte, spielte er 1990 zum ersten Mal eine Nebenrolle in einer Hollywood-Großproduktion: Stirb langsam 2 mit Bruce Willis.
Ein Jahr später gab ihm James Cameron die Rolle als gegnerischer Terminator T-1000 in Terminator 2 – Tag der Abrechnung. Im Actionfilm Decoy – Tödlicher Auftrag (1995) spielte er an der Seite von Peter Weller. Patrick spielte in der Erfolgsserie Die Sopranos einen spielsüchtigen Schulfreund des Protagonisten Tony Soprano. Ebenfalls 2000 stieß Patrick als neuer Hauptdarsteller zur Fernsehserie Akte X – Die unheimlichen Fälle des FBI und spielte in den beiden Staffeln 8 und 9 Special Agent John Jay Doggett an der Seite von Gillian Anderson, bis die Produktion der Serie im Mai 2002 eingestellt wurde.
In dem von James Mangold inszenierten Biopic Walk the Line (2005) sah man ihn in der Rolle des Vaters von Johnny Cash, im selben Jahr spielte er den Vater von Elvis Presley im Fernsehfilm Elvis. Im Thriller Firewall spielte er neben Harrison Ford und übernahm im Jahr 2006 in dem von der WWE produzierten Actionfilm The Marine eine Rolle. In der Fernsehserie The Unit – Eine Frage der Ehre hatte Patrick ab 2006 als Tom Ryan eine der Hauptrollen inne.
Es folgten verschiedene Auftritte in Serien wie Burn Notice (2010) oder Filmen wie Gangster Squad (2013). In der kurzlebigen U-Boot-Serie Last Resort gehörte er ebenfalls zur Hauptbesetzung. Von 2014 bis 2018 spielte er in der Fernsehserie Scorpion den Agent Cabe Gallo, der ein Special Agent bei Homeland Security ist. 

## Privatleben
Patrick heiratete 1990 die Schauspielerin Barbara Hooper. Sie haben zwei gemeinsame Kinder. 
Der Schauspieler ist Mitglied des weltbekannten Motorradclubs Boozefighters.
Sein Bruder ist der Musiker Richard Patrick. 

## Filmografie (Auswahl)
- 1986: Future Hunters
- 1987: Jungle Force (Eye of the Eagle)
- 1987: Warlords from Hell
- 1987: Equalizer 2000
- 1987: Killer Instinct
- 1990: Stirb langsam 2 (Die Hard 2)
- 1990: Hollywood Boulevard II
- 1991: Terminator 2 – Tag der Abrechnung (Terminator 2: Judgment Day)
- 1992: Wayne’s World
- 1993: Feuer am Himmel (Fire in the Sky)
- 1993: Last Action Hero
- 1994: Double Dragon – Die 5. Dimension (Double Dragon)
- 1995: Last Gasp – Der Todesfluch (Last Gasp)
- 1995–1996: Outer Limits – Die unbekannte Dimension (The Outer Limits, Fernsehserie, 2 Folgen)
- 1996: T2 3-D: Battle Across Time (Kurzfilm)
- 1996: Striptease
- 1996–1997: The Real Adventures of Jonny Quest (Fernsehserie, 24 Folgen, Stimme)
- 1997: Cop Land
- 1998: Top Jets – Angriff aus den Wolken (Tactical Assault)
- 1998: Renegade Force
- 1998: Ambushed – Dunkle Rituale (Ambushed)
- 1998: The Faculty
- 1999: From Dusk Till Dawn 2 – Texas Blood Money (From Dusk Till Dawn 2: Texas Blood Money)
- 1999: Expedition in die grüne Hölle (The Vivero Letter)
- 1999: Texas Story (A Texas Funeral)
- 1999: Die Biber Brüder (The Angry Beavers, Fernsehserie, Folge 3x12, Stimme)
- 2000: Die Sopranos (The Sopranos, Fernsehserie, 3 Folgen)
- 2000–2002: Akte X – Die unheimlichen Fälle des FBI (The X-Files, Fernsehserie, 40 Folgen)
- 2001: Spy Kids
- 2001: Texas Rangers
- 2002: D-Tox – Im Auge der Angst (D-Tox)
- 2003: 3 Engel für Charlie – Volle Power (Charlie’s Angels: Full Throttle)
- 2004: Stargate Atlantis (Stargate: Atlantis, Fernsehserie, Folge 1x01, Folge 1x02)
- 2004: Bad Apple – Der Zorn der Mafia (Fernsehfilm)
- 2004: Im Feuer (Ladder 49)
- 2005: Lost (Fernsehserie, Folge 1x16)
- 2005: Elvis (Fernsehfilm)
- 2005: Walk the Line
- 2005: Law & Order: Special Victims Unit (Fernsehserie, Folge 7x01)
- 2006: Firewall
- 2006: The Marine
- 2006: Flags of Our Fathers
- 2006: Sie waren Helden (We Are Marshall)
- 2006–2009: The Unit – Eine Frage der Ehre (The Unit, Fernsehserie, 69 Folgen)
- 2007: Brücke nach Terabithia (Bridge to Terabithia)
- 2007: Balls of Fury
- 2007–2008: Avatar – Der Herr der Elemente (Avatar: The Last Airbender, Fernsehserie, 2 Folgen, Stimme)
- 2008: Fly Me to the Moon 3D (Fly Me to the Moon, Stimme)
- 2008: Autopsy
- 2008: Lonely Street
- 2009: Alien Trespass
- 2009: Männer, die auf Ziegen starren (The Men Who Stare at Goats)
- 2009–2010: Navy CIS (Fernsehserie, 2 Folgen)
- 2010: Chuck (Fernsehserie, Folge 3x10)
- 2010: Burn Notice (Fernsehserie, Folgen 4x11–4x12)
- 2010: Fünf Minarette in New York (Five Minarets in New York)
- 2010: Psych (Fernsehserie, Folge 4x10)
- 2011: S.W.A.T.: Firefight
- 2011: Red Faction: Origins (Fernsehfilm)
- 2012: Safe House
- 2012: Jayne Mansfield’s Car
- 2012: Back in the Game (Trouble with the Curve)
- 2012–2013: Last Resort (Fernsehserie, 13 Folgen)
- 2012–2014: True Blood (Fernsehserie, 12 Folgen)
- 2013: Gangster Squad
- 2013: Lovelace
- 2013: Voll abgezockt (Identity Thief)
- 2013–2014: Sons of Anarchy (Fernsehserie, 2 Folgen)
- 2014: Community (Fernsehserie, Folge 5x06)
- 2014: Endless Love
- 2014: Katies Blog (Ask Me Anything)
- 2014: From Dusk Till Dawn: The Series (Fernsehserie, 10 Folgen)
- 2014: The Road Within
- 2014: Lost After Dark
- 2014: Kill the Messenger
- 2014: Tell
- 2014–2018: Scorpion (Fernsehserie, 93 Folgen)
- 2015: Hellions
- 2015: Hollywood Adventures
- 2016: The Eolise Asylum (Eloise)
- 2017: Last Rampage – Der Ausbruch des Gary Tison (Last Rampage)
- 2018: Lore
- 2018: Am Rande der Angst (Edge of Fear)
- 2018–2019: Mayans M.C. (Fernsehserie, 2 Folgen)
- 2019: Die Geldwäscherei (The Laundromat)
- 2019: Rising Hawk (The Rising Hawk)
- 2020: Perry Mason (Fernsehserie, 7 Folgen)
- 2020: Honest Thief
- 2021: The Walking Dead (Fernsehserie, Folge 10x19)
- 2021: Ted Bundy: No Man of God (No Man of God)
- 2021: MacGyver (Fernsehserie, Folge 5x08)
- 2021: What Josiah Saw
- 2021: The Protégé – Made for Revenge (The Protégé)
- 2022: Peacemaker (Fernsehserie)
- 2022: 1923 (Fernsehserie)
- 2023: The Night Agent (Fernsehserie, 2 Folgen)
- 2023: Reacher (Fernsehserie, 8 Folgen)

## Auftritte in Musikvideos
- Objects in the Rear View Mirror May Appear Closer Than They Are von Meat Loaf

## Auszeichnungen
- 2000: Saturn Award als Bester Schauspieler im Fernsehen für seine Rolle in Akte X – Die unheimlichen Fälle des FBI